# متحف مولانا

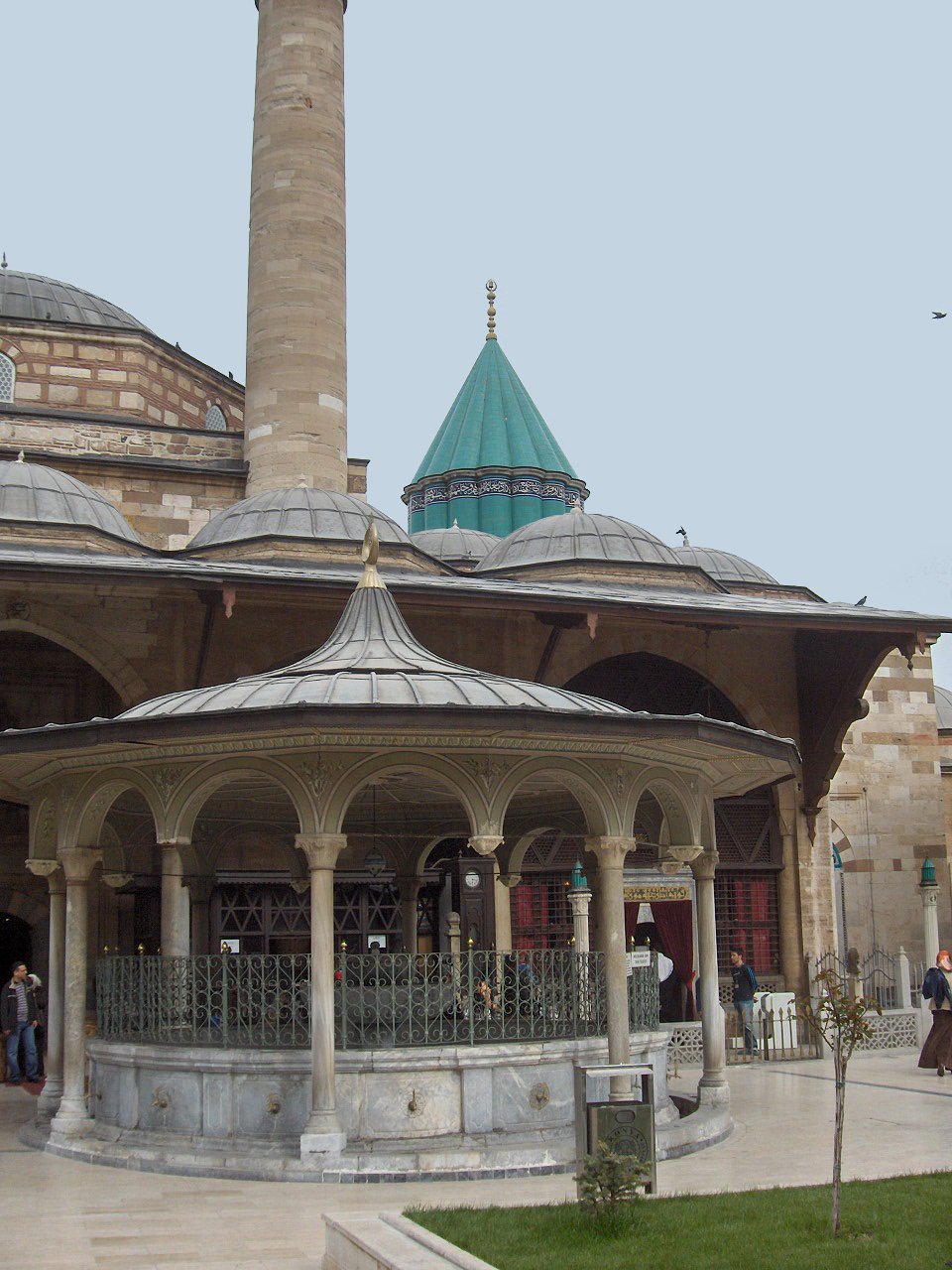
متحف مولانا

متحف مولانا،(بالتركية:Mevlana Müzesi)، يقع في قونية بتركيا، يحوي ضريح جلال الدين محمد رومي، رجل صوفي، المعروف برومي أو مولانا. وهو أيضاً مأوى الدوريش، والمعروف بدوامة الدراويش.

## تاريخ المتحف
عرض السلطان علاء الدين كايكوباد، سلطان السلاجقة الذي دعى مولانا إلى قونية، عليه أن تكون حديقته المليئة بالورود مكانا لدفن بهاء الدين ولد، أبو مولانا، الذي توفي في 12 يونيو 1231. وعندما توفي مولانا في 17 ديسمبر 1273 أيضاً دفن بالحديقة قرب أبيه.
قرر خليفة مولانا حسام الدين جلبي بناء ضريح فوق قبر مولانا.

## المبنى
البناء السلجوقي، تحت إشراف المهندس المعماري بحر الدين تبريزلي، انتهى في 1274. غورجو خاتون، زوجة السلجوقي أمير سليمان بروانه، وأمير علم الدين قيصر قاما بتمويل البناء.
ترتكز الطبلة الأسطوانية للقبة على أربع أعمدة. والقبة مزخرفة بخزف فيروزي.
و في 1854، أُضيفت العديد من الأقسام إلى المبنى. سليم اوغلو عبد الواحد زيّن داخل المبنى وحفر على خشب النعش.
أكد المرسوم، في السادس من أبريل في 1926 أن الضريح ودوامة الدرويش سيحولان إلى متحف. فُتح المتحف في 2 مارس 1927 وسُمي بمتحف مولانا.

## أعلام
- جلال الدين الرومي